# Anomala triangularis
Anomala triangularis är en skalbaggsart som beskrevs av Schönfeldt 1890. Anomala triangularis ingår i släktet Anomala och familjen Rutelidae. Inga underarter finns listade i Catalogue of Life.